# 戈德拉诺
戈德拉诺（義大利語：Godrano），是意大利西西里大区巴勒莫广域市的一个市镇。总面积38平方公里，人口1163人，人口密度30.6人/平方公里（2009年）。ISTAT代码为082040。